# Тоон (гигант)
Тоон (на старогръцки: Θόων; Thoon ) в древногръцката митология е гигант.
В Библиотеката на Аполодор той е син на Гея от капналата на нея кръв от Уран. Tой и брат му Агрий са убити през Гигантомахията от Мойрите с бронзови пръти. Понеже гигантите могат да бъдат истински убити само от простосмъртни, Херакъл с лък го сваля на земята.